# Nollmeridian

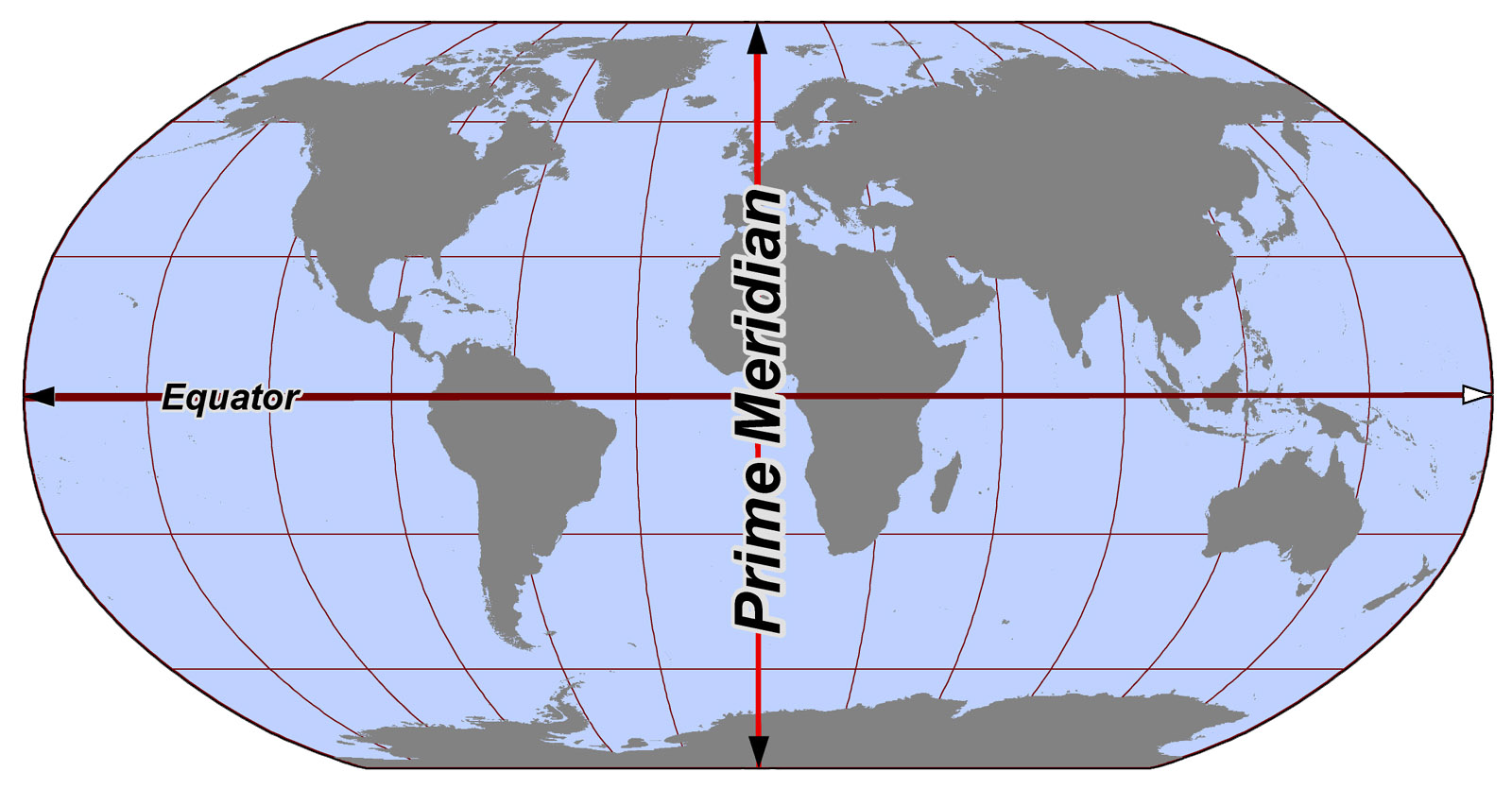
Nollmeridianen

Nollmeridian är den longitud (längdgrad) som är 0° och utgör referens för position i öst-västlig riktning.
Enligt en internationell konvention från 1884 passar nollmeridianen genom Greenwich i sydöstra London. Problem uppstod när man  började använda satelliter, då satellitbanor  inte följer Jordens form utan Jordens massa. Satellitnavigeringsystem använder en stillastående nollmeridian medan Greenwichmeridianen rör sig pga kontinentaldriften.
Greenwichmeridianen går söderut från Nordpolen och når första gången land vid 53°45′34″N, sydöst om Sand-le-Mere husvagnspark öster om Kingston upon Hull i England. Den passerar sedan Frankrike, Spanien, Algeriet, Mali, Burkina Faso, Togo och Ghana och sedan genom Drottning Mauds land till Sydpolen.
Ordet "nollmeridian" är belagt i svenska språket sedan 1900.

## Historia

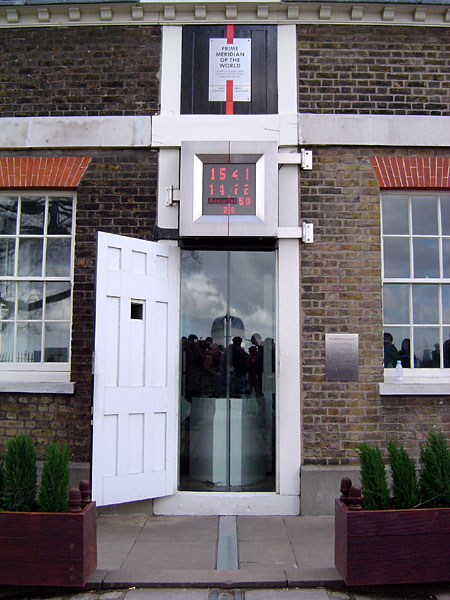
Nollmeridianen i Greenwich

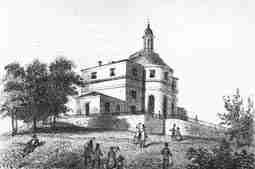
Stockholms gamla observatorium år 1858, innan kupolen byggdes.

Greenwichmeridianen vid Observatoriet i Greenwich etablerades av Sir George Biddell Airy år 1851. 1884 använde över två tredjedelar av världens fartyg och tonnage den som referensmeridian på sina kartor. I oktober samma år samlade USA:s president Chester A. Arthur 41 delegater från 25 länder i Washington, D.C. för the International Meridian Conference. Konferensen valde Greenwichmeridianen som nollmeridian tack vare dess popularitet. Fransmännen avstod dock från att rösta och franska kartor fortsatte att använda Parismeridianen i flera årtionden.
Innan dess hade nästan varje land sin egen nollmeridian. I samband med upprättande av generalstabskartan för Sverige 1805 bestämdes exempelvis att nollmeridianen skulle gå genom Stockholms gamla observatorium.

### Nollmeridian för olika länder före 1884
- Ferromeridianen (El Hierro), bred användning i Europa sedan antiken (senare bestämd till 17° 39′ 46″ V för att vara exakt 20° väster om Paris, efter franskt förslag i Washington 1884)
- Bern 7° 26′ 22.5″ Ö
- Bryssel 4° 22′ 4.71″ Ö
- Rundetårn, Köpenhamn 12° 34′ 32.25″ Ö
- Cheopspyramiden
- Klaudios Ptolemaios almagest, Alexandria
- Den heliga gravens kyrka, Jerusalem 35° 13′ 46″ Ö
- Lissabon 9° 07′ 54.862″ V
- Madrid 3° 41′ 16.58″ V
- Mekka 39° 49′ Ö
- Oradea 21° 55′ 16″ Ö
- Oslo 10° 43′ 22.5″ Ö
- Paris 2° 20′ 14.025″ Ö
- Philadelphia
- Pisa 10° 24′ Ö
- Monte Mario, Rom 12° 27′ 08.4″ Ö
- Sankt Petersburg 30° 19′ 42.09″ Ö
- Stockholms gamla observatorium 18° 3′ 29.8″ Ö (för positioner på land; Ferromeridianen, som gick genom Kanarieön Hierros västligaste punkt vid longitud 18° 36′ 31″ V, användes för positioner på sjökort)
- Ujjain 75° 47′ Ö, användes i indisk astronomi och indiska kalendrar
- Warszawa 21° 00’ 42” Ö
- Washington, D.C. 77° 3′ 2.3″ V

## Exakta Greenwichmeridianen
World Geodetic System 1984 (WGS84), som används av satelliter, skiljer sig något från traditionella longituder. WGS84:s nollmeridian ligger 102,5 meter öster om markeringen i Greenwich. Avvikelsen på andra platser kan vara så mycket som 30" öst eller väst. Märkligt nog, medvetet eller av misstag, markeras WGS84:s nollmeridian i Greenwich av en papperskorg på stigen i rakt östligt riktning från observatoriet.
Nollmeridianen som används av det brittiska Ordnance Survey(en) ligger cirka sex meter väster om markeringen i Greenwich och var standardmeridianen före 1851, Ordnance Survey har helt enkelt fortsatt att använda den.
Koordinerad universell tid (UTC) baseras på WGS84:s meridian. Standardtiden UTC kan avvika från tiden vid meridianen med upp till en sekund (motsvarande cirka 280 meter vid Greenwich) på grund av att jordens rotation är någon tusendels sekund långsammare än 24 timmar. Därför läggs skottsekunder in då och då för att synkronisera UTC med Jorden.
Greenwichmeridianen markeras numera av en laserstråle som skickas ut från observatoriet.